# Filip 3. af Makedonien
Philip III (Arrhidaeus) (ca. 352 f.Kr. til 25. december 317 f.Kr.), var konge af Makedonien fra den 10. juni 323 f.Kr. til den 25. december 317 f.Kr. Han var den retarderede søn af Phillip II af Makedonien med Philinna af Larissa, en thessalisk kone, han var også halv-bror til Alexander den Store
Efter sin brors død den 10. Juni 323 f.Kr. blev han af den makedonske hær i Babylon valgt til konge, og senere samme år medkonge sammen med Alexander den Stores spædsøn Alexander IV, Phillips nevø. Begge medkonger blev sat under beskyttelse af en serie af regenter. Nogle af regenterne kunne indøve magt overfor den retarderet konge, der resulterede i flere kriser, indefor det makedonske hof, og blev til slut myrdet, efter ordre fra Alexander den Stores mor, Olympias.